# Langs de Leeuw
Langs de Leeuw è un programma televisivo olandese trasmesso su NPO 1 il sabato sera intorno alle 20:30 e presentato da Paul de Leeuw, andato in onda dal 27 ottobre 2012 al 1 giugno 2013.

## Descrizione
Il programma, a tema varietà, consisteva in interviste a vari ospiti da parte di De Leeuw, con commenti e sketch satirici sui fatti più importanti e avvenimenti occorsi durante la settimana.